# Melica nutans
Espèce

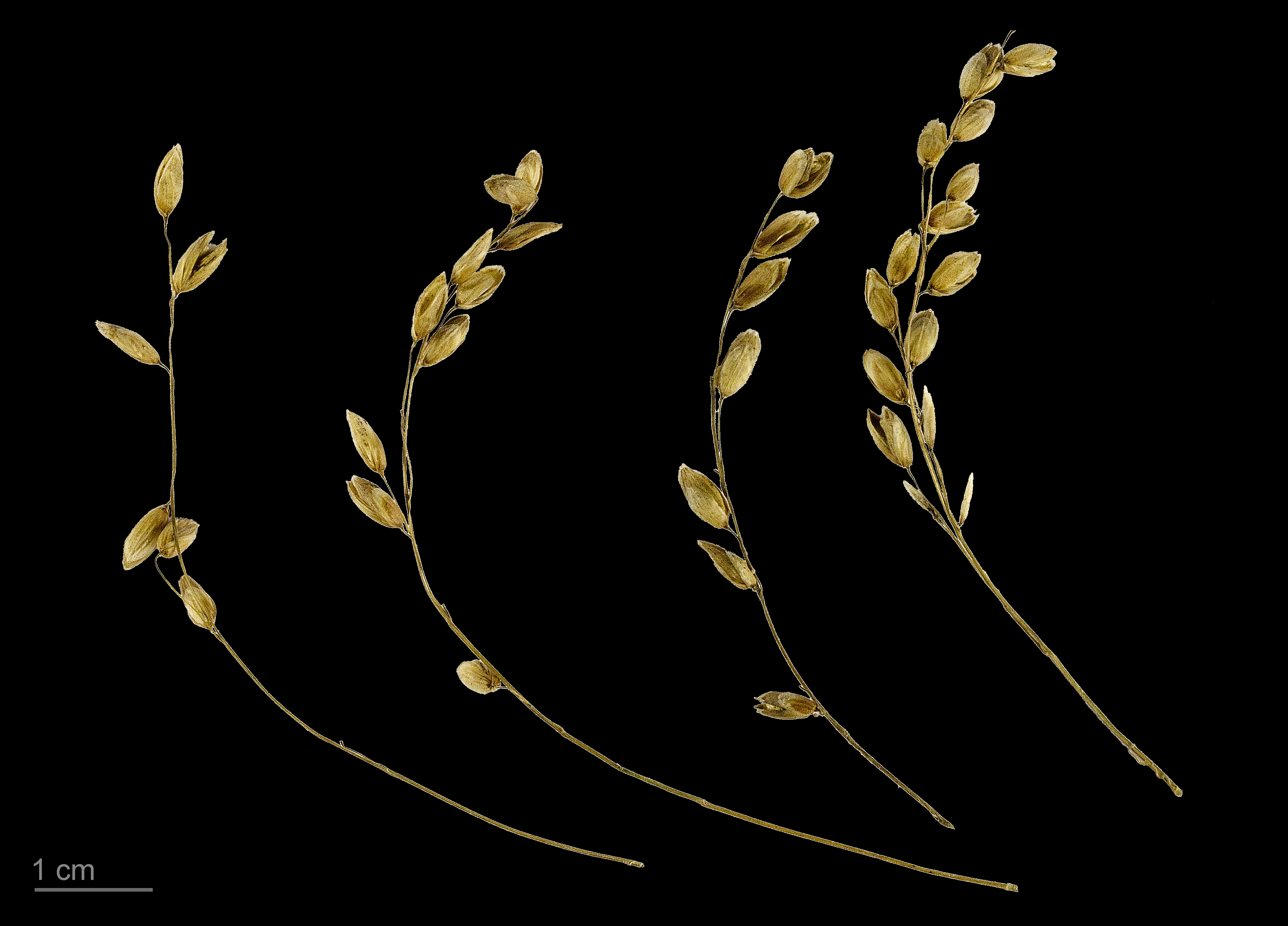
Melica nutans - Muséum d'histoire naturelle de Toulouse

La Mélique penchée (Melica nutans) est une espèce de plantes herbacées de la famille des Poaceae (graminées) originaire d'Eurasie.